# Zygmunt Postolko
Zygmunt August Postolko (ur. 3 grudnia?/15 grudnia 1890 w Czeczelniku, zm. w kwietniu 1940 w Katyniu) – polski prawnik, adwokat, oficer i kawalerzysta, ofiara zbrodni katyńskiej.

## Życiorys
Drugi syn Augusta, pracownika zarządu cukrowni w Czeczelniku, i Wiktorii z d. Dine. Miał pięciu braci.
W 1910 ukończył gimnazjum w Ananiowie, następnie podjął studia prawnicze na uniwersytecie w Odessie, podczas których zarabiał na życie jako muzyk w orkiestrze. Ukończywszy je w 1914 r., pracował jako aspirant sądowy. W 1916 powołany do służby w armii rosyjskiej, w 1917 ukończył Oficerską Szkołę Kawalerii w Jelizawetgradzie; awansowany na korneta i przydzielony do 5. Zaamurskiego pułku konnego, wówczas w Taganrogu. Po wybuchu rewolucji bolszewickiej nawiązał kontakt z lokalną komórką POW i w styczniu 1918 zorganizował w macierzystym pułku grupę kilkudziesięciu żołnierzy-Polaków, z którymi podjął nieudaną próbę przedostania się do I Korpusu Polskiego, stacjonującego wówczas w rejonie Bobrujska. Na krótko aresztowany przez bolszewików w Kijowie; po uwolnieniu pracował jako sędzia pokoju, zaś w 1919 znalazł się w Warszawie.
Przyjęty do Wojska Polskiego jako ochotnik w grudniu 1919, został zweryfikowany w stopniu podporucznika i przydzielony do Oddziału Śledczego Sądu Wojskowego przy Dowództwie Okręgu Generalnego w Warszawie. Awansowany na porucznika 1 kwietnia 1920 r., w lipcu 1920 r. na własne życzenie przeniesiony do służby liniowej w Brygadzie Jazdy Ochotniczej mjr. Feliksa Jaworskiego, następnie w 19 pułku ułanów. W l. 1921-22 ponownie służył w Sądzie Wojskowym przy DOGen. w Warszawie (sędzia śledczy w Sądzie Załogowym). W maju 1922 przeniesiony do rezerwy i wpisany na listę aplikantów adwokackich.
Osiadł w Łucku, gdzie otworzył i do 1939 r. prowadził kancelarię adwokacką; pełnił funkcję radcy prawnego tamtejszego Banku Rolnego oraz plenipotenta ks. Janusza F. Radziwiłła. Działał w Związku Oficerów Rezerwy, a także uprawiał sporty motocyklowe (m.in. zwycięzca rajdu I Wołyńskiego Motocyklowego Zjazdu Gwiaździstego w 1934 r.).
Z chwilą wybuchu drugiej wojny światowej we wrześniu 1939 r., jako porucznik pospolitego ruszenia, zgłosił się do służby. Aresztowany przez Sowietów 30 września 1939 r. w Łucku wraz ze stryjecznym bratem Tomaszem podczas rejestracji oficerów rezerwy; wywieziony do Równego, następnie Szepetówki, ostatecznie osadzony w obozie w Kozielsku. Wywieziony, prawdopodobnie, jednym z pierwszych transportów do Lasu Katyńskiego i zamordowany tamże przez funkcjonariuszy NKWD w pierwszej połowie kwietnia 1940 r.
W 2007 r. pośmiertnie awansowany do stopnia kapitana.
Żonaty z Natalią z d. Łobaczewską, miał córkę Annę Danutę.